# Lovná zvěř (Hvězdná brána: Atlantida)
Lovná zvěř (v anglickém originále Runner), je 3. epizoda druhé série sci-fi seriálu Hvězdná brána: Atlantida.

## Obsah epizody
Na misi na P3M-736, major Evan Lorne a botanik Dr. Parrish, chodí lesem. Zatímco Parrish zkoumá vegetaci, u Lorna roste netrpělivost. Najednou najdou mrtvého Wraitha, a tak se vrátí k bráně. Nicméně jsou sledováni ze stromu poručíkem Aidenem Fordem.
Zpět na Atlantis, major Lorne informuje ostatní a Dr. Carson Beckett při pitvě Wraitha odhalí, že někdo Wraithovi vyříznul enzymový váček pod paží. John Sheppard se domnívá, že to mohl být jedině poručík Ford. Okamžitě začne sestavovat tým a jako prvního si vybere Dr. McKaye. McKay protestuje, že je na planetě vysoké UV záření. Později mluví Sheppard s plukovníkem Caldwellem. Ten mu důrazně nařizuje, aby nenechal Forda uniknout, protože znamená pro základnu hrozbu.
Tým pak letí k planetě v Jumperu a začnou prohledávat planetu. Sheppard a Teyla Emmagan prozkoumávají místo, kde byl nalezen mrtvý Wraith. McKay a Lorne hledají poručíka Forda. Najednou oba týmy a někoho uvidí a pronásledují jej. Najednou někdo vystřelí na Teylu a Shepparda. Major Lorne pak kontaktuje Atlantis a informuje Dr. Elizabeth Weirovou o situaci. Weirová připravuje záchrannou misi.
Za rozbřesku se Sheppard a Teyla probouzí v jeskyni a jsou konfrontováni s osobou, která na ně míří P90. On jim pak řekne, že se jmenuje Ronon Dex. Dále jim řekne, že viděl poručíka Forda jak zabil Wraitha. Ve stejné chvíli vyráží pátrací týmy hledat své kolegy.
Zatímco McKay se baví s majorem Lornem v lese, objeví se poručík Ford, který Lorneho omráčí a přinutí McKaye, aby šel s ním. V jeskyni se Teyle podaří uvolnit pouta a zmocnit se zbraní. Ronon jim vypráví, jak mu Wraithové voperovali sledovací zařízení a začali ho lovit. Poté oba dva bleskově odzbrojí.
Mezitím Ford říká McKayovi co dělal po odchodu z Atlantis. Chce dokázat, že je úplně normální, a to tím, že zachrání Shepparda a Teylu.
U jeskyně přesvědčí Sheppard Ronona, že mu pomohou vyndat sledovací zařízení. Ronon jim na oplátku pomůže najít poručíka Forda. Propustí Shepparda, ale nechá si Teylu jako pojistku. Sheppard se vrátí k jumperu, spojí se s Atlantis a zavolá Doktora Becketta. McKay se během cesty lesem pohádá s poručíkem Fordem. Poručík Ford jej stále přesvědčuje, že je příčetný a vydá se hledat oba zajatce sám, ale McKay jej následuje.
Konečně Sheppard s Beckettem dorazí k jeskyni. Beckettovi se podaří najít implantát a vyjmout jej. Ronon omdlí.
Mezitím poručík Ford omráčí dva vojáky a McKay na něj vztekle vystřelí a pak uteče. Sheppard mu běží na pomoc. Najednou však bránou přilétají tři wraithské stíhačky. Ronon je pryč. McKay se při útěku chytí do pasti a bezmocně visí ve vzduchu. Ford McKaye najde, ale než stačí McKaye zabít, objeví se Ronon. Do souboje Ronona s Fordem zasáhne Sheppard a Ford utíká. Sheppard se však postaví před něj, ale nedokáže ho zabít. Ford skočí do transportního paprsku wraithské stíhačky a zmizí pryč. Na Atlantis tým informuje ostatní, avšak plukovník Caldwell je na Shepparda naštvaný. Později Sheppard navštíví Ronona, aby mu v kontrolní místnosti ukázal, že jeho svět Sateda, leží v troskách.